# Cecilia Payne-Gaposchkin

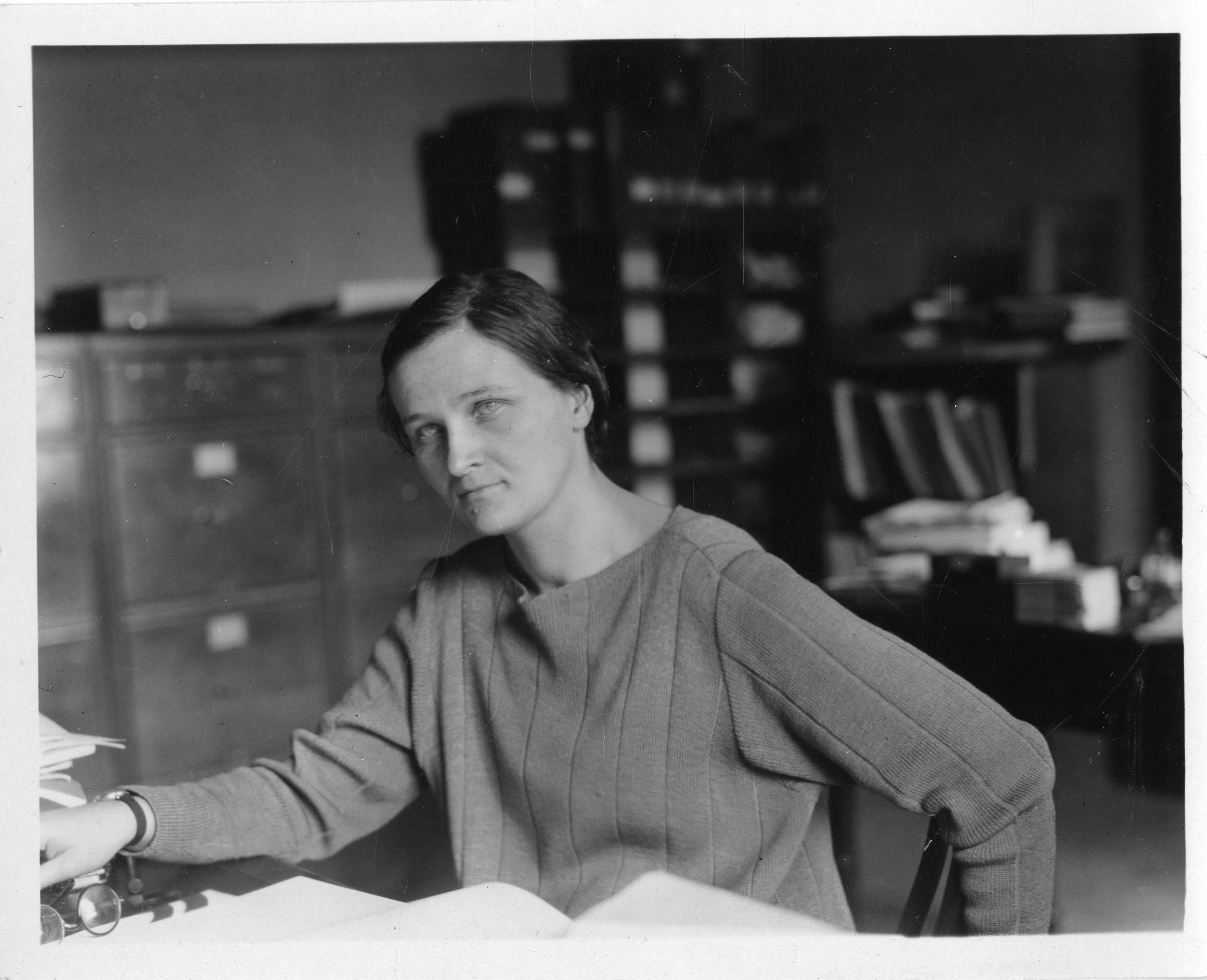
Cecilia Payne-Gaposchkin im Harvard College Observatory bei der Arbeit

Unterschrift

Cecilia Helena Payne-Gaposchkin (* 10. Mai 1900 als Cecilia Payne in Wendover, Buckinghamshire, England; † 7. Dezember 1979 in Cambridge (Massachusetts), USA) war eine britisch-amerikanische Astronomin. In ihrer Doktorarbeit beschrieb sie Wasserstoff und Helium als Hauptbestandteile von Sternen.

## Kindheit und Jugend
Cecilia Payne wurde am 10. Mai 1900 als erstes Kind des Anwalts Edward Payne und der Malerin Emma Pertz in Wendover geboren.
Sie besuchte die St. Paul’s Mädchenschule, von der sie ein Jahr vor dem Abschluss verwiesen wurde. Dennoch konnte sie ihre Abschlussprüfung dort ablegen. Grund des Verweises war, dass sie ein Buch von Platon mit dem Umschlag einer Bibel getarnt hatte, um ihre Lehrkräfte zu täuschen und vorzugeben, ihren Religionsstudien nachzugehen.

## Studium und Forschung

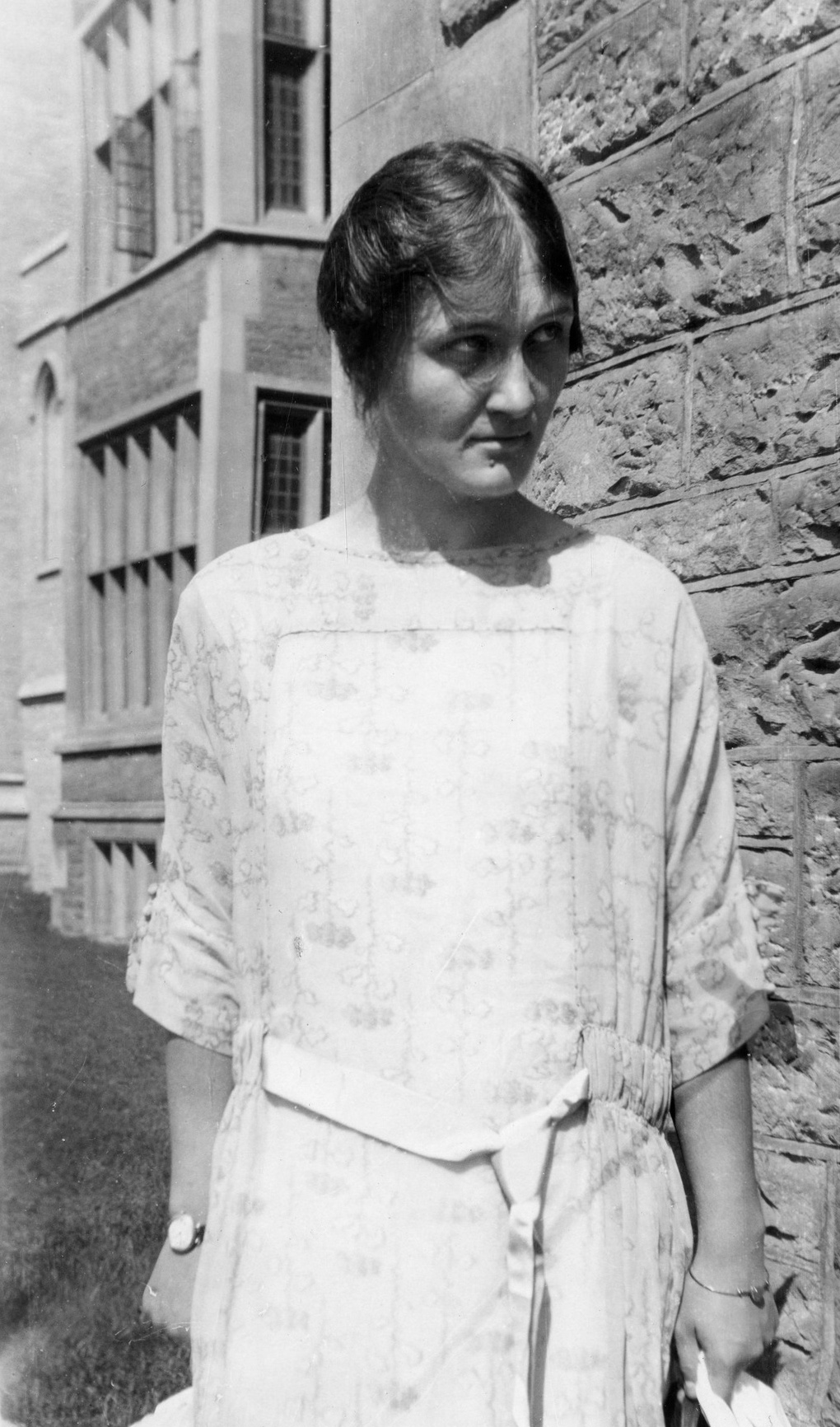
Cecilia Helena Payne-Gaposchkin

Ab 1919 konnte Payne nach bestandenem Aufnahmetest an der Universität Cambridge die Fächerkombination Botanik, Physik und Chemie studieren. Nachdem sie 1919 einen Vortrag des Astronomen Arthur Eddington hörte, fokussierte sie ihr Forschungsinteresse auf die Astronomie.

Zwar konnte sie sich als Studentin einschreiben, allerdings konnten Frauen bis 1948 keinen akademischen Abschluss an der Universität Cambridge erlangen. 
„Weil sie in England nur Lehrerin hätte werden können, wanderte sie mit 23 Jahren in die USA aus.“
Sie verließ England 1923, denn mit einem Stipendium in einem Programm zur Frauenförderung konnte sie am Harvard College Observatory als zweite Stipendiatin nach Adelaide Ames forschen und arbeiten. Sie wurde die erste Doktorandin von Harlow Shapley und arbeitete außerdem mit Annie Jump Cannon zusammen, die sich mit der Auswertung von Sternspektren beschäftigte.
1925 wurde sie am Radcliffe College als erste Person in der Astronomie promoviert. Ihre Arbeit trug den Titel „Stellar Atmospheres, A Contribution to the Observational Study of High Temperature in the Reversing Layers of Stars“. Wissenschaftlicher Konsens war damals, dass es zwischen der Erde und Sternen keine signifikanten Unterschiede in der stofflichen Zusammensetzung gibt. In ihrer Dissertation wies Payne jedoch nach, dass die Variabilität der Sternspektren nicht eine entsprechend unterschiedliche Zusammensetzung widerspiegelt, sondern vorwiegend durch die thermische Ionisation verursacht ist. Ihren Befund, Wasserstoff und Helium seien die Hauptbestandteile, musste sie allerdings unter dem Druck von Henry Norris Russell, Shapleys Lehrer, widerrufen: „almost certainly not real“.
Nach unabhängigen Messungen bestätigte Russell aber 1929 dieses Ergebnis. Ihre Doktorarbeit wurde im Nachhinein von Otto von Struve als die „zweifellos brillanteste Doktorarbeit“ aus dem Fachbereich Astronomie bezeichnet.
1956 wurde sie die erste Professorin für Astronomie der Harvard University.

## Persönliches
Auf einer Reise durch Europa 1933 lernte sie in Deutschland den in Russland geborenen Astrophysiker Sergei I. Gaposchkin kennen. Sie verhalf ihm zu einem Visum für die Vereinigten Staaten, und die beiden heirateten im März 1934 und ließen sich in Lexington, Massachusetts, nieder. Payne fügte den Namen ihres Mannes zu ihrem eigenen hinzu.
Die Payne-Gaposchkins hatten drei Kinder: Edward, Katherine und Peter.
Sie starb in ihrem Haus in Cambridge, Massachusetts, am 7. Dezember 1979. Kurz vor ihrem Tod ließ Payne ihre Autobiografie als The Dyer's Hand privat drucken. 1984 wurde sie in dem Band Cecilia Payne-Gaposchkin: An autobiography and other recollections nachgedruckt.
Paynes jüngerer Bruder Humfry Payne (1902–1936), der die Schriftstellerin und Filmkritikerin Dilys Powell heiratete, war ein bedeutender Klassischer Archäologe. Paynes Enkelin Cecilia Gaposchkin ist Professorin für spätmittelalterliche Kulturgeschichte und französische Geschichte am Dartmouth College.

## Publikationen
- Stellar Atmospheres, A Contribution to the Observational Study of High Temperature in the Reversing Layers of Stars, PhD thesis, Radcliffe College, 1925, bibcode:1925PhDT.........1P, 215 Seiten.
- Introduction to Astronomy, Prentice-Hall, 1954, bibcode:1954inas.book.....G, 508 Seiten.
- The 1960 Minimum of R Coronae Borealis, ApJ Vol. 138, 1963, S. 320–341, bibcode:1963ApJ...138..320P.
- The galactic novae, Dover Publication, 1964. bibcode:1964gano.book.....P

## Mitgliedschaft
Seit 1936 war Payne-Gaposchkin Mitglied der American Philosophical Society. 1943 wurde sie in die American Academy of Arts and Sciences gewählt.

## Ehrungen
- 1934 Annie J. Cannon Award in Astronomy
- 1976 Henry Norris Russell Lectureship
- Der Asteroid (2039) Payne-Gaposchkin wurde nach ihr benannt.